# Jormungand
Jormungand (яп. (ヨルムンガンド, укр. Йормунґанд) — аніме-серіал 2012 року виробництва White Fox, який транслюється по телеканалу Tokyo MX TV. Серіал є адаптацією манґи написаною Кейтаро Такахаші.

## Сюжет
Війна. Вона завжди збирала свої криваві жнива. У світі ніколи не припиняються війни: будь то локальні конфлікти або ж конфлікти всередині країн, таємні операції спецслужб чи розборки мафії. Війна ніколи не змінюється. А разом з нею ніколи не змінюються і вони — торговці смертю, збройові барони. Вони завжди там, де війна. Але ринок зброї — це цілий світ, і цей світ не терпить слабкості. Тут сильний поїдає слабкого, конкурент душить конкурента. А як відомо, коли починають воювати збройові барони, набої ніколи не закінчуються…

## Медіа

### Манґа

#### Список томів
| №  | Дата виходу                        | ISBN                                               |
| -- | ---------------------------------- | -------------------------------------------------- |
| 1  | 17 листопада 2006                  | ISBN 978-4-09-157069-7                             |
| 2  | 19 квітня 2007                     | ISBN 978-4-09-157089-5                             |
| 3  | 19 жовтня 2007                     | ISBN 978-4-09-157109-0                             |
| 4  | 18 квітня 2008                     | ISBN 978-4-09-157128-1                             |
| 5  | 30 жовтня 2008 17 жовтня 2008 (ЛВ) | ISBN 978-4-09-157150-2 ISBN 978-4-09-159063-3 (ЛВ) |
| 6  | 17 квітня 2009                     | ISBN 978-4-09-157174-8                             |
| 7  | 19 жовтня 2009                     | ISBN 978-4-09-157190-8                             |
| 8  | 19 травня 2010                     | ISBN 978-4-09-157215-8                             |
| 9  | 28 лютого 2011 16 лютого 2011 (ЛВ) | ISBN 978-4-09-157258-5 ISBN 978-4-09-941705-5 (ЛВ) |
| 10 | 19 грудня 2011                     | ISBN 978-4-09-157297-4                             |
| 11 | 19 квітня 2012                     | ISBN 978-4-09-157305-6                             |

### Аніме

#### Список серій
| №  | Назва | Дата показу |
| -- | --- | ----------- |
| 1  | Міцна зброя - Пістрява дорога «ґанметару кярікоро-до» (ガンメタル ・ キャリコロ-ド)                                             | 10.04.2012  |
| 2  | Пульсар «парусаа» (パルサー) | 17.04.2012  |
| 3  | Музика з машини: Фаза 1 «муджіка екусу макііна феедзу 1» (ムジカ・エクス・マキーナ フェーズ 1)                                  | 24.04.2012  |
| 4  | Музика з машини: Фаза 2 «муджіка екусу макііна феедзу 2» (ムジカ・エクス・マキーナ フェーズ 2)                                  | 01.05.2012  |
| 5  | Вена «джьоомяку» (静脈) | 08.05.2012  |
| 6  | Золоті африканські метелики: Фаза 1 «афурікан ґооруден батафураідзу феедзу 1» (アフリカン・ゴールデン・バタフライズ フェーズ 1) | 15.05.2012  |
| 7  | Золоті африканські метелики: Фаза 2 «афурікан ґооруден батафураідзу феедзу 2» (アフリカン・ゴールデン・バタフライズ フェーズ 2) | 22.05.2012  |
| 8  | Мондо Ґуроссу «мондо ґуроссо» (モンド・グロッソ)                                                                                | 29.05.2012  |
| 9  | Вбивця драконів: Фаза 1 | 05.06.2012  |
| 10 | Вбивця драконів: Фаза 2 | 12.06.2012  |
| 11 | Пагорб загибелі: Фаза 1 | 19.06.2012  |
| 12 | Пагорб загибелі: Фаза 2 | 26.06.2012  |